# 阜部
阜部（）は、漢字を部首により分類したグループの一つ。
康熙字典214部首では170番目に置かれる（8画の4番目、戌集の4番目）。

## 概要
源字となった「𠂤」「𨸏」には「積み重なったもの」の意味があり、さらに古い異体字で「𠼛」「𠻰」など、元は「大きな崖山の上に大きな岩が積み重なっている様子」を表した。ここから「大きい」という意味となり、「阜」字は小高い土山・丘陵、「おか（丘）」を意味し、異体字に「峊」「𡶫」がある。
『説文解字』によると、大きな「陸」（台地・高原の意）で、「山」に石がないものといい、その象形とする。また階梯の形に象るといった説もある。白川静は神梯の形としている。
なお、山地を表す字の一つで類義字が多いが、小さい方から「丘」「阜」「陵」「阿」の順とされる。また「山」は『説文解字』に「石有りて高」いものとあり、「山」は岩山、「阜」は土山という違いとされる。なお「岳」は「嶽」の簡体であり成り立ちが異なる。
篆書の字形では「𨸏」のように左側の縦画に「コ」字形が3つついた形であり、隷書にいたって最下の「コ」形が貫く横画に変形し、楷書ではこれを「十」字とするようになった。
偏旁の意符としては土山や丘陵といった地形、通行の障害、昇降、高低などに関することを示す。このとき左側の偏の位置に置かれるが、楷書では「𠂤」から2つのコの字を崩し、最後の横画を省略して「阝」のように変形している。これは邑部の偏旁と同形である。
阜部はこのような意符を構成要素に持つ漢字を収める。ただし、「隣」字の意符は「邑」であり、元々「鄰」と書かれていたものが譌ったものである。
阜部に所属する漢字のうち、変形せず「阜」の字形のまま用いている漢字は、日常の範囲では「阜」自身のみである。それ以外の漢字の例では、Unicodeを見渡しても拡張B領域の「𨺔」「𨻑」「𨽪」「𨽫」「𨽱」をはじめとする極めて少数の例しかない。他にも特にUnicodeの拡張領域では、「𨸏」「𠂤」「㠯」などといった変形もある。なおこれも現代社会の日常生活ではまず用いられない漢字であるが、現在阜部に所属する漢字のうち、「𨸏」の形を取った上でその反転形を伴って「𨺅」の形で現れる漢字には、「𨼱」「𨽝」「𨽵」といったものがあり、『説文解字』では「𨺅部」という独立した部首に置かれていた。

## 部首の通称
- 日本：こざとへん（同じく「阝」の形になる「邑」が「おおざと」を意味することから）・こざと・おか（偏ではない「阜」のときの名称）[1]
- 中国：左耳旁（人間の耳のような字形であることから）
- 韓国：언덕부부（eondeok bu bu、おかの阜部）・좌부방（jwa bu bang、左の阜の旁）
- 英米：Radical Mound

## 部首字
阜
- 中古音
  - 広韻 - 房久切、有韻、上声
  - 詩韻 - 有韻、上声
  - 三十六字母 - -奉母
- 現代音
  - 普通話 - ピンイン：fù 注音：ˋ ウェード式：fu4
  - 広東語 - Jyutping:fau6 イェール式:fau6
- 日本語 - 音：フウ（漢音）・フ（呉音） 訓：おか
- 朝鮮語 - 音：부(bu) 訓：언덕（eondeok、丘・台地）

## 例字
| 画数 | 例字                                     |
| ---- | ---------------------------------------- |
| 0    | 阜                                       |
| 3    | 阡                                       |
| 4    | 阨・阮・阪・防                           |
| 5    | 阿・阻・陀・陂・附                       |
| 6    | 限・降（降7）・陏・陌・陋                |
| 7    | 院・陜・除・陞・陝・陟・陛               |
| 8    | 陰・陷（陥）・陲・陬・陳・陶・陪・陸・陵 |
| 9    | 階・隅・隍・隋・隊・陽・隈               |
| 10   | 隘・隕・隗・隔（隔）・隙                 |
| 11   | 際・障                                   |
| 12   | 隣（隣13）                               |
| 13   | 隧・險（険8）・隨（随9）                 |
| 14   | 隱（隠11）・隰・隯                       |
| 16   | 隴                                       |